# Weberit
Weberit ist ein sehr selten vorkommendes Mineral aus der Mineralklasse der „Halogenide“ mit der chemischen Zusammensetzung Na2MgAlF7 und damit chemisch gesehen ein Natrium-Magnesium-Aluminium-Fluorid.
Weberit kristallisiert im orthorhombischen Kristallsystem und findet sich meist in Form von unregelmäßigen Körnern und massigen Aggregaten sowie als Inklusionen in Kryolith oder verwachsen mit Fluorit. Selten bildet er aber auch kleine, pseudokubisch-oktaedrische Kristalle mit einem glasähnlichen Glanz auf den Oberflächen.
In reiner Form ist Weberit farblos und durchsichtig. Durch vielfache Lichtbrechung aufgrund von Gitterfehlern oder polykristalliner Ausbildung kann er aber auch durchscheinend weiß sein und durch Fremdbeimengungen eine hellgraue, graugrüne oder selten auch hellorange Farbe annehmen. Seine Strichfarbe ist jedoch immer weiß.

## Etymologie und Geschichte

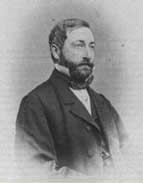
Namensgeber Theobald Weber

Entdeckt wurde Weberit in der Kryolith-Lagerstätte bei Ivittuut in Grönland. Die Erstbeschreibung erfolgte 1938 durch Richard Bøgvad (1897–1952), der das Mineral nach Theobald Weber (1823–1886) benannte, einem der Begründer der dänischen Kryolith-Industrie. Die Kristallstruktur wurde erstmals 1945 von Anders Byström entschlüsselt, jedoch 1978 durch G. Giuseppetti und Carla Tadini neu bestimmt und von Osvald Knop, T. Stanley Cameron und Klaus Jochem endgültig gelöst.
Das Typmaterial des Minerals soll an der Universität Kopenhagen in Dänemark unter der Katalog-Nr. 1981.936 hinterlegt sein. Dort fand Bøgvad auf der Suche nach weiterem Material, dass Weberit enthalten könnte, einen Fluorit (Nr. 17), der um 1900 von Ussing in Ivittuut gesammelt wurde.
Der Aufbewahrungsort für das Typmaterial von Weberit wird allerdings durch den Typmineral-Katalog der International Mineralogical Association (IMA) nicht bestätigt.

## Klassifikation
Bereits in der veralteten 8. Auflage der Mineralsystematik nach Strunz gehörte der Weberit zur Mineralklasse der „Halogenide“ und dort zur Abteilung der „Doppelhalogenide“, wo er zusammen mit Chiolith, Neighborit, Prosopit und Hydrokenoralstonit (ehemals Ralstonit) die „Prosopit-Chiolith-Ralstonit-Gruppe“ mit der System-Nr. III/B.05 bildete.
Im Lapis-Mineralienverzeichnis nach Stefan Weiß, das sich aus Rücksicht auf private Sammler und institutionelle Sammlungen noch nach dieser alten Form der Systematik von Karl Hugo Strunz richtet, erhielt das Mineral die System- und Mineral-Nr. III/C.03-30. In der „Lapis-Systematik“ entspricht dies der Klasse der verfeinerten Abteilung „Doppelhalogenide (meist mit OH, H2O)“ mit Fluoriden in den Gruppen C.01 bis C.05, wo Weberit zusammen mit Carlhintzeit, Chiolith, Karasugit, Prosopit, Neighborit, Hydrokenoralstonit, Rosenbergit, Thermessait, Thermessait-(NH4), Topsøeit und Usovit eine eigenständige, aber unbenannte Gruppe bildet (Stand 2018).
Bei der seit 2001 gültigen und von der IMA bis 2009 aktualisierte 9. Auflage der Strunz’schen Mineralsystematik wurde die Abteilung in „Komplexe Halogenide“ umbenannt und weiter unterteilt nach der Kristallstruktur der dort einsortierten Minerale. Weberit ist dort entsprechend seinem Aufbau in der Unterabteilung der „Insel-Aluminofluoride (Neso-Aluminofluoride)“ zu finden, wo er als einziges Mitglied die unbenannte Gruppe 3.CB.25 bildet.
Die vorwiegend im englischen Sprachraum gebräuchliche Systematik der Minerale nach Dana ordnet den Weberit in die Abteilung der „Komplexen Halogenide – Aluminiumfluoride“ ein. Hier ist er als einziges Mitglied in der unbenannten Gruppe 11.06.13 innerhalb der Unterabteilung „Komplexe Halogenide – Aluminiumfluoride mit verschiedenen Formeln“ zu finden.

## Chemismus
Der idealisierten chemischen Zusammensetzung von Weberit (Na2MgAlF7) nach besteht das Mineral im Verhältnis aus zwei Teilen Natrium (Na), je einem Teil Aluminium (Al) und Magnesium (Mg) und sieben Teilen Fluor (F). Dies entspricht einem Massenanteil (Gewichts-%) von 19,97 Gew.-% Na, 11,72 Gew.-% Al, 10,56 Gew.-% Mg und 57,76 Gew.-% F.
Die von H. Buchwald durchgeführte Analyse der natürlichen Mineralproben aus der Typlokalität Ivittuut ergab allerdings leicht abweichende Werte von 19,08 Gew.-% Na, 11,65 Gew.-% Al, 10,43 Gew.-% Mg und 57,58 Gew.-% F sowie zusätzlich geringe Beimengungen von 1,19 Gew.-% Kalium (K), 0,37 Gew.-% Eisen (Fe) und 0,08 Gew.-% Calcium (Ca) sowie einem nicht weiter aufgeschlüsselten Restgehalt von 0,16 Gew.-%.

## Kristallstruktur
Weberit kristallisiert orthorhombisch in der Raumgruppe Imm2 (Raumgruppen-Nr. 44) mit den Gitterparametern a = 7,051 Å; b = 9,968 Å und c = 7,285 Å sowie vier Formeleinheiten pro Elementarzelle.
Die Mg2+- und Al3+-Kationen sind jeweils von sechs Fluoratomen oktaedrisch koordiniert. Die [MgF6]-Oktaeder bilden über Transkantenverknüpfung Ketten, die entlang der a-Achse [100] verlaufen. Diese Ketten werden durch die [AlF6]-Oktaeder untereinander verbunden, wobei jeweils ebenfalls nur vier Fluorid-Anionen der [AlF6]-Oktaeder an der Verknüpfung beteiligt sind.
| Kristallstruktur von Weberit |
| - mit Blickrichtung parallel zur a-Achse - mit Blickrichtung parallel zur b-Achse - mit Blickrichtung parallel zur c-Achse - als Polyeder-Modell parallel zur c-Achse - räumliche Darstellung in der kristallographischen Standardausrichtung |
| Farbtabelle: _ Natrium (Na) 0 _ Magnesium (Mg) 0 _ Aluminium (Al) 0 _ Fluor (F) |

## Eigenschaften
Weberit ist leicht löslich in Wasser sowie in einer wässrigen Lösung aus AlCl3·6H2O.

## Bildung und Fundorte
Weberit bildet sich in Kryolith-Lagerstätten und darüberliegenden Pegmatiten. Als Begleitminerale können neben Kryolith unter anderem noch Chiolith, Fluorit, Galenit, Jarlit, Pachnolith, Prosopit, Pyrit, Hydrokenoralstonit, Stenonit, Thomsenolith und Topas sowie Kaliumglimmer auftreten.
Als seltene Mineralbildung konnte Weberit nur an wenigen Orten weltweit nachgewiesen werden, wobei bisher nur etwas mehr als 10 Fundorte dokumentiert sind (Stand 2020). Seine Typlokalität im Distrikt Ivittuut mit der Kryolith-Lagerstätte und dem Arsuk Fjord ist dabei die bisher einzige bekannte Fundstätte in Grönland.
Innerhalb von Europa konnte das Mineral noch in den Murskelouhos-Pegmatiten bei Kotka in der finnischen Landschaft Kymenlaakso und in den subalkalinen bis alkalinen Graniten des Perzhanskoe-Erzfeldes in der ukrainischen Oblast Schytomyr (englisch Zhytomyr) gefunden werden.
Weitere bekannte Fundorte sind unter anderem Deception Island in der Antarktis, Iron Knob und Waratah auf Tasmanien in Australien, Akzhaylyautas im Tarbagatai-Gebirge in Ostkasachstan sowie einige Fundstätten in den US-Bundesstaaten Colorado und Nevada.